# Quikjet Airlines
Quikjet Cargo Airlines Unip. Ltd., mais conhecida comk Quikjet Airlines, é uma companhia aérea de carga com sede em Bangalore, Índia.

## História
A companhia aérea foi fundada em 2007. Em fevereiro de 2012, a Farnair, adquiriu uma participação de 36,2% na companhia aérea, tornando a AFL o segundo maior acionista com 20,8% de participação na transportadora.
Em maio de 2015, o Conselho de Promoção de Investimento Estrangeiro da Índia (FIPB) aprovou o plano da Farnair de aumentar gradativamente sua participação na Quikjet Cargo Airlines de 50,93% para 72,59%, envolvendo um investimento estrangeiro direto mínimo de Rs. 14,4 crores. A Quickjet planeja lançar serviços regulares de carga doméstica usando o Boeing 737. A companhia aérea iniciou voos regulares de carga em 16 de fevereiro de 2016 usando um Boeing 737.

## Frota
A frota da Quikjet Cargo consiste nas seguintes aeronaves (Novembro de 2021):
| Aeronaves       | Total | Notas |
| --------------- | ----- | ----- |
| Boeing 737-400F | 1     |       |
| Total           | 1     |       |